# لنا (استان آرخانگلسک)
لنا (به لاتین: Lena) یک منطقهٔ مسکونی در روسیه است که در استان آرخانگلسک واقع شده‌است.